# Hotel Sabotin
Hotel Sabotin je eden izmed hotelov s tremi zvezdicami in obenem najstarejši hotel na Goriškem.

## Zgodovina
Nekoč je bil hotel rezidenca grofov Puppi. Osnovna zgradba, zahodni trakt današnjega hotela, je iz druge polovice 18. stoletja. Skozi čas se je osnovni zgradbi dozidalo severni in južni trakt.
Od časa, ko so v vili bivali grofje Puppi pa do danes, se je zvrstilo več lastnikov, vedno pa je nudila gostoljubje najrazličnejšim popotnikom. Vrsto let je bil objekt v uporabi kot furmanska gostilna, v času 1. svetovne vojne pa zatočišče beguncem in vojakom. 
Po 1. sv. vojni je tukaj obratovala restavracija Monte Santo, saj je ta del Primorske takrat spadal pod Italijo, od 14. 2. 1954 pa je uradno postal prvi hotel Goriškem. 
V devetdesetih letih dvajsetega stoletja je Hotel Sabotin poleg osnovne dejavnosti, služil kot upravna stavba podjetja Hit d.d. Nova Gorica. Tu so se sprejemale ključne odločitve glede razvoja igralništva na Goriškem pa tudi glede ostalega razvoja Nove Gorice.
Ko se je leta 1998 odprla Hitova poslovna stavba v centru Nove Gorice, je Hotel Sabotin ponovno v celoti zaživel kot hotel z restavracijo. 
Danes je podjetje Hit d.d. lastnik in upravljavec hotela.

## Ponudba
Zgradba je sestavljena iz dveh nadstropij, ima pa tudi dvigalo. Hotel nudi 68 sob, od tega 4 apartmaje. Sobe imajo francoski balkon, nekatere pa tudi teraso. Vse sobe, restavracija in bar so klimatizirani. 
Restavracija ima na voljo do 130 sedežev, poleg tega pa sta tu še dva manjša prostora namenjena gostinskim storitvam oz. sestankom za približno 25 udeležencev. 
Restavracija nudi tako penzionske obroke, malice, kosila in jedi po naročilu. Poleg tega se redno prireja posebne tematske kuhinje. V pritličju se nahaja tudi bar in letni vrt z otroškim igriščem.
Hotel je kolesarjem prijazen – na voljo je izposoja koles in prostor za shranjevanje koles.
Kot dodatno storitev nudijo tudi masaže.